# مسيرة نحتفل بإسرائيل
مسيرة نحتفل بإسرائيل هو مسيرة سنوية لدعم إسرائيل تُقام على طول شارع الجادة الخامسة في نيويورك. تتجه المسيرة شمالًا على الجادة الخامسة من شارع 57 إلى شارع 74.
ووفقًا لمنظمي المسيرة، فهي أكبر تجمع في العالم لدعم إسرائيل. وهي تُقام سنويًا في مدينة نيويورك منذ عام 1964.
تأتي مجموعات المشاركين من منطقة نيويورك الكبرى، بالإضافة إلى أجزاء أخرى من البلاد، من مدارس نهارية يهودية، ومعابد يهودية، ومجموعات شبابية، ومنظمات أخرى، بما في ذلك نادي تشاي رايدرز للدراجات النارية. كما تضم المسيرة سياسيين محليين بارزين. و من أبرز المشاركين بها رئيس بلدية نيويورك إريك آدامس، حاكمة نيويورك كيثي هوكول
وفي عام 2024 وصل عدد المشاركين في المسيرة الي اكثر من 50 ألف شخص 